# Bull Creek (Missouri)
Bull Creek – wieś w Stanach Zjednoczonych, w stanie Missouri, w hrabstwie Taney.